# Oribatella kashmiriensis
Oribatella kashmiriensis är en kvalsterart som beskrevs av Kardar 1975. Oribatella kashmiriensis ingår i släktet Oribatella och familjen Oribatellidae. Inga underarter finns listade i Catalogue of Life.